# Porina distans
Porina distans är en lavart som beskrevs av Vezda & Vivant. Porina distans ingår i släktet Porina och familjen Porinaceae.   Inga underarter finns listade i Catalogue of Life.